# 2011 UO411
2011 UO411, também escrito como 2011 UO411, é um objeto transnetuniano que está localizado no Cinturão de Kuiper, uma região do Sistema Solar. Ele possui uma magnitude absoluta de 8,7 e tem um diâmetro estimado com cerca de 80 km.

## Descoberta
2011 UO411 foi descoberto no dia 26 de outubro de 2011 pelo astrônomo M. Alexandersen.

## Órbita
A órbita de 2011 UO411 tem uma excentricidade de 0,205 e possui um semieixo maior de 42,230 UA. O seu periélio leva o mesmo a uma distância de 33,554 UA em relação ao Sol e seu afélio a 50,907 UA.